# Leptoperilissus oraniensis
Leptoperilissus oraniensis är en stekelart som beskrevs av Otto Schmiedeknecht 1913. Leptoperilissus oraniensis ingår i släktet Leptoperilissus och familjen brokparasitsteklar. Inga underarter finns listade i Catalogue of Life.